# Archidiecezja Campinas

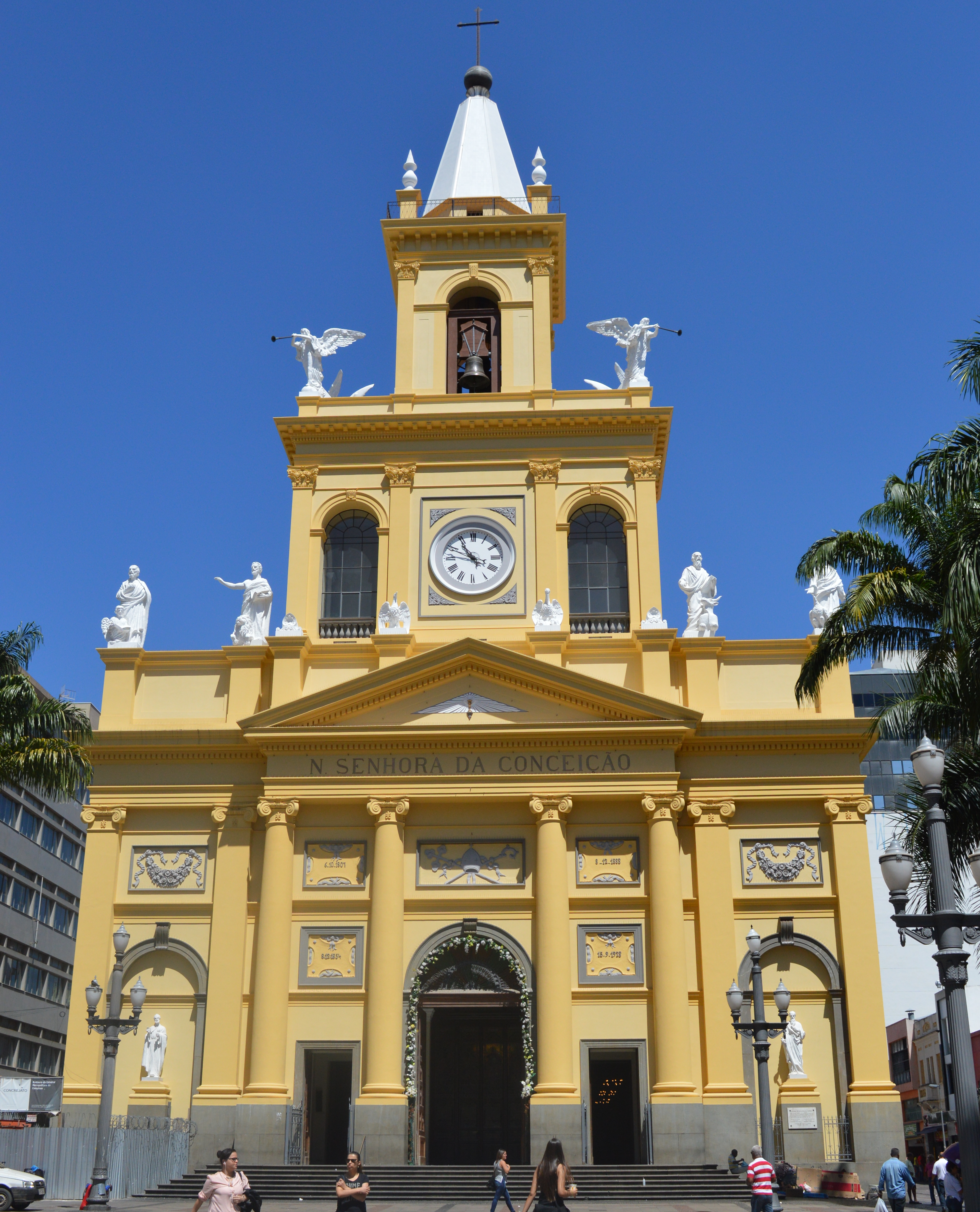
Katedra diecezjalna w Campinas

Archidiecezja Campinas (łac. Archidioecesis Campinensis) – diecezja Kościoła rzymskokatolickiego w Brazylii. Należy do metropolii Campinas, wchodzi w skład regionu kościelnego Sul 1. Została erygowana przez papieża Piusa X bullą Dioecesium nimiam amplitudinem w dniu 7 czerwca 1908. 
19 kwietnia 1959 papież Pius XII utworzył metropolię Campinas podnosząc diecezję do rangi archidiecezji.

## Główne świątynie
- Archikatedra: Archikatedra Niepokalanego Poczęcia Najświętszej Maryi Panny w Campinas
- Bazylika mniejsza: Bazylika Najświętszej Maryi Panny z Góry Karmel w Campinas

## Biskupi i arcybiskupi Campinas

### Biskupi Campinas
- João Batista Corrêa Nery (1908–1920)
- Francisco de Campos Barreto (1920–1941)
- Paulo de Tarso Campos (1941–1959)

### Arcybiskupi Campinas
- Paulo de Tarso Campos (1959–1968)
- Antônio Maria Alves de Siqueira (1968–1982)
- Gilberto Pereira Lopes (1982–2004)
- Bruno Gamberini (2004–2011)
- Airton José dos Santos (2012–2018)
- João Inácio Müller OFM (od 2019)